# Гаврилов Дмитро Олексійович
Дмитро Олексійович Гаврилов (нар. 1 липня 1982; Київ, УРСР, СРСР) — український актор театру, кіно та дубляжу. Відомий завдяки дублюванню персонажів фільмів, заснованих на коміксах Marvel Comics, як Тор і Дедпул.

## Біографія
Народився 1 липня 1982 року у Києві.
У 2004 році закінчив Київський національний університет театру, кіно і телебачення імені Івана Карпенка-Карого.
Дебют актора у світі кінематографу відбувся 2005 року в маловідомому серіалі Володимира Онищенка «Запороги» та з фільму Костянтина Шафоренка під назвою «Полювання на тінь».
Займається дубляжем та озвученням фільмів, серіалів, мультфільмів, відеоігор та реклами українською та російською мовами.

## Фільмографія

### Актор кіно
| Рік         | Назва                                                   | Роль                 | Примітки    |
| ----------- | ------------------------------------------------------- | -------------------- | ----------- |
| 2004        | «Кордон»                                                | Епізодична роль      | [ 2 ]       |
| 2005        | «Полювання на тінь» / «Охота на тень»                   | Андрій Кондратенко   | [ 3 ]       |
| 2005        | «Тінь»                                                  | Епізодична роль      |             |
| 2005 — 2007 | «Запороги»                                              | Олекса               | [ 4 ] [ 5 ] |
| 2006        | «Дім-фантом у придане» / «Дом-фантом в приданое»        | Дмитро Бортняньський | [ 6 ]       |
| 2006        | «Таємниця Маєстро»                                      | Епізодична роль      | [ 7 ]       |
| 2008        | «Дякую тобі за все» / «За всё тебя благодарю» (3 сезон) | Епізодична роль      | [ 8 ]       |
| 2008        | «Загін» / «Отряд»                                       | Покровський          | [ 9 ]       |
| 2008        | «Річка»                                                 | Головна роль         | [ 10 ]      |
| 2009        | «О, щасливчику!» / «О, счастливчик!»                    | Вітос                | [ 11 ]      |
| 2009        | «Правила угону» / «Правила угона»                       | Йорік / Юрій Смірнов | [ 12 ]      |
| 2009        | «Диво» / «Чудо»                                         | Сизий                | [ 13 ]      |
| 2010        | «Брат за брата»                                         | Борис Приходько      | [ 14 ]      |
| 2010        | «Маршрут милосердя» / «Маршрут милосердия»              | Браконьєр            | [ 15 ]      |
| 2010        | «Мисливці на каравани» / «Охотники за караванами»       | Фарид, брат Надіра   | [ 16 ]      |
| 2010 — 2013 | «Єфросінія» / «Ефросинья»                               | Гарік                | [ 17 ]      |
| 2011        | «День 7305»                                             | Епізодична роль      | [ 18 ]      |
| 2011        | «Небесні родичі» / «Небесные родственники»              | Майк                 | [ 19 ]      |
| 2012        | «Під прицілом любові»                                   |                      |             |
| 2018        | «Опер за викликом»                                      | Наркоман             | [ 20 ]      |
| 2019        | «Клара та Чарівний Дракон»                              |                      |             |
| 2020        | «Черкаси»                                               |                      |             |
| 2021        | «Клятва лікаря»                                         | Жендос               |             |
| 2021        | «З ким поведешся»                                       | Федір                |             |
| 2021        | «Колір помсти»                                          |                      |             |

### Актор дубляжу
| Рік                    | Назва                                            | Роль                     |
| ---------------------- | ------------------------------------------------ | ------------------------ |
| 2007                   | «Міцний горішок 4.0»                             | Джим                     |
| 2007                   | «Рататуй»                                        | Лярус, Щур               |
| 2007                   | «Пірати Карибського Моря: На краю світу»         | Марті, Оповісник, Папуга |
| 2009                   | «Зоряний шлях»                                   |                          |
| 1995 (дубльовано 2009) | «Історія іграшок»                                | Диктор                   |
| 2009                   | «Аватар»                                         | Цу'тей                   |
| 2009                   | «Принцеса і жаба»                                | Принц Невін              |
| 2010                   | «Надто крута для тебе»                           |                          |
| 2010                   | «Останній володар стихій»                        | Зуко                     |
| 2010                   | «Гаррі Поттер і Смертельні реліквії. Частина 1»  |                          |
| 2011                   | «Бойовий кінь»                                   | Джорді                   |
| 2011-2022              | «Ніндзяґо: Майстри Спінджицу»                    | Скотт                    |
| 2011                   | «Більше ніж секс»                                | Волліс                   |
| 2012                   | «Джанґо вільний»                                 |                          |
| 2012                   | «Хмарний атлас»                                  | Аутуа                    |
| 2012                   | «Месники»                                        | Тор                      |
| 2012                   | «Хоббіт: Несподівана подорож»                    | Кілі                     |
| 2013                   | «Ми - Міллери»                                   |                          |
| 2013                   | «Капітан Філліпс»                                |                          |
| 2013                   | «Штурм Білого дому»                              |                          |
| 2013                   | «Мисливці на гангстерів»                         | Дюк Дел Ред              |
| 2013                   | «Сліпа удача»                                    |                          |
| 2013                   | «Епік»                                           | Ронін                    |
| 2013                   | «Персі Джексон: Море чудовиськ»                  |                          |
| 2013                   | «Тихоокеанський рубіж»                           |                          |
| 2013                   | «Тор 2: Царство темряви»                         | Тор                      |
| 2013                   | «G.I. Joe: Атака Кобри 2»                        | Дюк Гаузер               |
| 2013                   | «Людина зі сталі»                                | Кларк Кент               |
| 2013                   | «Джек - вбивця велетнів»                         | Вікі                     |
| 2013                   | «Хоббіт: Пустка Смога»                           | Кілі                     |
| 2013                   | «Гравітація»                                     |                          |
| 2014                   | «Пінгвіни Мадагаскару»                           | Шкіпер                   |
| 2015                   | «Зоряні війни: Пробудження сили»                 | Кайло Рен                |
| 2015                   | «Месники: Ера Альтрона»                          | Тор                      |
| 2015                   | «Той, що біжить лабіринтом: Випробування вогнем» | Вінс                     |
| 2015                   | «Думками навиворіт»                              | Пілот                    |
| 2015                   | «Хоббіт: Битва п'яти воїнств»                    | Кілі                     |
| 2016                   | «Ла-Ла Ленд»                                     | Кіт                      |
| 2016                   | «Доктор Стрендж»                                 |                          |
| 2016                   | «Люди Ікс: Апокаліпсис»                          |                          |
| 2016                   | «Кредо вбивці»                                   | Юний Джозеф / Емір       |
| 2017                   | «Американський вбивця»                           |                          |
| 2017                   | «Бебі Бос»                                       | Елвіси                   |
| 2017                   | «Кінгсман: Золоте кільце»                        | «Текіла»                 |
| 2017                   | «Lego Фільм: Ніндзяго»                           | «Кай»                    |
| 2017                   | «Зоряні війни: Останні Джедаї»                   | Кайло Рен                |
| 2017                   | «Тор: Раґнарок»                                  | Тор                      |
| 2017                   | «Шибайголови»                                    |                          |
| 2017                   | «Каліфорнійський дорожній патруль»               |                          |
| 2017                   | «Фердинанд»                                      | Ель Ґуапо                |
| 2018                   | «Нація вбивць»                                   |                          |
| 2018                   | «Рідня»                                          |                          |
| 2018                   | «Робін Гуд»                                      |                          |
| 2018                   | «Смолфут»                                        | Міґо                     |
| 2018                   | «Погані часи у «Ель Роялі»»                      | Біллі Лі                 |
| 2018                   | «Таксі 5»                                        |                          |
| 2018                   | «Богемна рапсодія»                               |                          |
| 2018                   | «Дедпул 2»                                       | Дедпул                   |
| 2018                   | «Месники: Війна Нескінченності»                  | Тор                      |
| 2018                   | «Фантастичні звірі: Злочини Ґріндельвальда»      | Кама                     |
| 2018                   | «Першому гравцю приготуватися»                   |                          |
| 2018                   | «Той, що біжить лабіринтом: Ліки від смерті»     | Вінс                     |
| 2018                   | «Супер-крейзі»                                   |                          |
| 2018                   | «Плейбой під прикриттям»                         |                          |
| 2019                   | «Божевільна парочка»                             |                          |
| 2019                   | «Покемон. Детектив Пікачу»                       | Пікачу                   |
| 2019                   | «Водій для копа»                                 | Стю                      |
| 2019                   | «Одержима Сексом»                                |                          |
| 2019                   | «Битва за Землю»                                 |                          |
| 2019                   | «Термінатор: Фатум»                              | РЕВ-9                    |
| 2019                   | «Віваріум»                                       |                          |
| 2019                   | «Люди Ікс: Темний Фенікс»                        |                          |
| 2019                   | «Офіцер і шпигун»                                | Альфред Дрейфус          |
| 2019                   | «Ланцюг убивств»                                 |                          |
| 2019                   | «Месники: Завершення»                            | Тор                      |
| 2019                   | «Пробуджений»                                    |                          |
| 2019                   | «Гра в хованки»                                  | Деніел                   |
| 2019                   | «Дрімленд»                                       |                          |
| 2019                   | «Стволи Акімбо»                                  |                          |
| 2019                   | «Халепа»                                         |                          |
| 2019                   | «Загадкове вбивство»                             | Чарльз Кевендіш          |
| 2019                   | «Шахрайки з Волл-стріт»                          |                          |
| 2019                   | «Злий дух»                                       |                          |
| 2019                   | «Сельма у місті привидів»                        |                          |
| 2019                   | «Танцюй серцем»                                  | Джозеф                   |
| 2019                   | «Ножі наголо»                                    |                          |
| 2019                   | «Сенсація»                                       |                          |
| 2019                   | «Очима собаки»                                   | Майк                     |
| 2019 (дубльовано 2021) | «Відьмак» (1 сезон)                              | Ґеральт з Рівії          |
| 2020                   | «Колишні звички»                                 |                          |
| 2020                   | «Збирач боргів»                                  |                          |
| 2020                   | «Під наглядом»                                   |                          |
| 2020                   | «Нічний портьє»                                  |                          |
| 2020                   | «Зависнути у Палм-Спрінгс»                       |                          |
| 2020                   | «Чесний злодій»                                  |                          |
| 2020                   | «Ураган»                                         |                          |
| 2020                   | «Безжальний»                                     |                          |
| 2020                   | «Думай як пес»                                   |                          |
| 2020                   | «Агент Єва»                                      |                          |
| 2020                   | «Поклик пращурів»                                | Перро                    |
| 2020                   | «Гренландія»                                     |                          |
| 2020                   | «Кримінальні боси»                               |                          |
| 2020                   | «Секрет»                                         |                          |
| 2020                   | «Агент Лев»                                      |                          |
| 2020                   | «Авангард»                                       |                          |
| 2020                   | «Артур і Мерлін: Лицарі Камелота»                |                          |
| 2020                   | «Русалка в Парижі»                               |                          |
| 2020                   | «Втеча з Преторії»                               |                          |
| 2020                   | «Перспективна дівчина»                           |                          |
| 2020                   | «Не всі вдома»                                   |                          |
| 2020                   | «Під водою»                                      | Пол                      |
| 2020                   | «Дівчачий махач»                                 |                          |
| 2020                   | «Колишня з того світу»                           |                          |
| 2020                   | «Лінія горизонту»                                |                          |
| 2020                   | «Леді на драйві»                                 |                          |
| 2020                   | «Пітер Пен і Аліса в країні чудес»               |                          |
| 2020                   | «Клаустрофоби: Новий рівень»                     |                          |
| 2020                   | «Судити по совісті»                              | Браян Стівенсон          |
| 2020                   | «Афера по-голлівудськи»                          |                          |
| 2020                   | «Фатальна зустріч»                               |                          |
| 2020                   | «Енола Голмс»                                    | Шерлок Голмс             |
| 2021                   | «Жінка у вікні»                                  | Ед Фокс                  |
| 2021                   | «Гнів людський»                                  |                          |
| 2021                   | «Загін самогубців: Місія навиліт»                | Капітан Бумеранг         |
| 2021                   | «Геніальне пограбування»                         |                          |
| 2021                   | «Рая та останній дракон»                         | Данґ Хай                 |
| 2021                   | «Не спати»                                       | Джодж                    |
| 2021                   | «Кисень»                                         | Лео                      |
| 2021                   | «Армія мерців»                                   | Мікі                     |
| 2021                   | «Відьмак» (2 сезон)                              | Ґеральт з Рівії          |
| 2023                   | «Університет Чупарського» (6 серія 1-го сезону)  | Сержант Українська Сила  |
| 2024                   | «Дедпул і Росомаха»                              | Вейд Вілсон / Дедпул     |
| 2024                   | гра «S.T.A.L.K.E.R. 2: Heart of Chornobyl»       | Скіф                     |
| 2025                   | «Атака титанів: Остання атака»                   | Леві                     |
| 2025                   | Злодії 2: Пантера                                | Гюґо                     |